# Арбон-Веллі (Айдахо)
Арбон-Веллі (англ. Arbon Valley) — переписна місцевість (CDP) в окрузі Павер штату Айдахо США. Населення — 666 осіб (2020).

## Географія
Арбон-Веллі розташований за координатами 42°53′15″ пн. ш. 112°35′22″ зх. д. / 42.88750° пн. ш. 112.58944° зх. д. (42.887630, -112.589386).  За даними Бюро перепису населення США в 2010 році переписна місцевість мала площу 88,32 км², з яких 88,13 км² — суходіл та 0,19 км² — водойми.

## Демографія
Згідно з переписом 2010 року, у переписній місцевості мешкало 599 осіб у 225 домогосподарствах у складі 172 родин. Густота населення становила 7 осіб/км².  Було 258 помешкань (3/км²).
Расовий склад населення:
| - 85,8 % — білих - 3,3 % — корінних американців - 1,0 % — азіатів - 0,5 % — чорних або афроамериканців - 0,2 % — вихідців з тихоокеанських островів - 5,3 % — осіб інших рас |

До двох чи більше рас належало 3,8 %. Частка іспаномовних становила 11,2 % від усіх жителів.
За віковим діапазоном населення розподілялося таким чином: 22,4 % — особи молодші 18 років, 62,7 % — особи у віці 18—64 років, 14,9 % — особи у віці 65 років та старші. Медіана віку мешканця становила 43,1 року. На 100 осіб жіночої статі у переписній місцевості припадало 95,8 чоловіків;  на 100 жінок у віці від 18 років та старших — 105,8 чоловіків також старших 18 років.
Середній дохід на одне домашнє господарство  становив 55 702 долари США (медіана — 45 585), а середній дохід на одну сім'ю — 60 486 доларів (медіана — 44 500). Медіана доходів становила 30 179 доларів для чоловіків та 41 458 доларів для жінок. За межею бідності перебувало 15,5 % осіб, у тому числі 18,7 % дітей у віці до 18 років та 0,0 % осіб у віці 65 років та старших.
Цивільне працевлаштоване населення становило 244 особи. Основні галузі зайнятості: освіта, охорона здоров'я та соціальна допомога — 19,3 %, сільське господарство, лісництво, риболовля — 15,6 %, науковці, спеціалісти, менеджери — 13,9 %.